# Beeldenpark Gemeentemuseum Den Haag

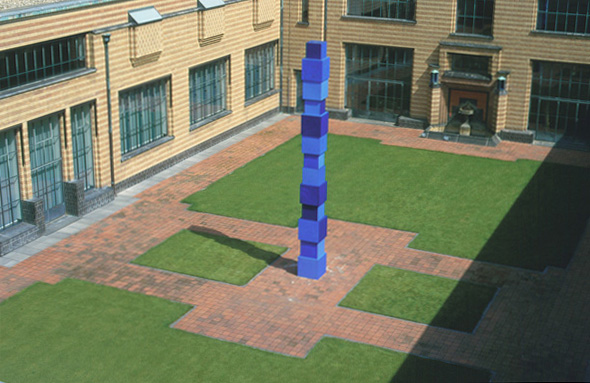
World Axis av Jürgen Partenheimer

Beeldenpark Gemeentemuseum Den Haag är en skulpturpark vid Gemeentemuseum Den Haag i Haag i Nederländerna.

## Samling
- Kind met eend en vogeldrinkbak (1932) av Fransje Carbasius
- Icarus (1974) av Piet Esser
- Utan titel (1983) av Donald Judd
- Jacob en de Engel (1956/58) av Carel Kneulman
- Staand en liggend (1972) av Jan Maaskant
- Large Locking Piece (1965) av Henry Moore
- Vrouw (1953) av Charlotte van Pallandt
- Pojken med törnet av okänd konstnär
- Big Fish Day (avant la lettre) (2002) av David Bade
- Relief med geometriska figurer (1988-1990) av Sol LeWitt
- World Axis (1997-2006) av Jürgen Partenheimer

Till samlingen kan också räknas den skulptur som står framför ingången till det närbelägna museet:
- Sex skulpturer (1985) av Carel Visser

## Fotogalleri

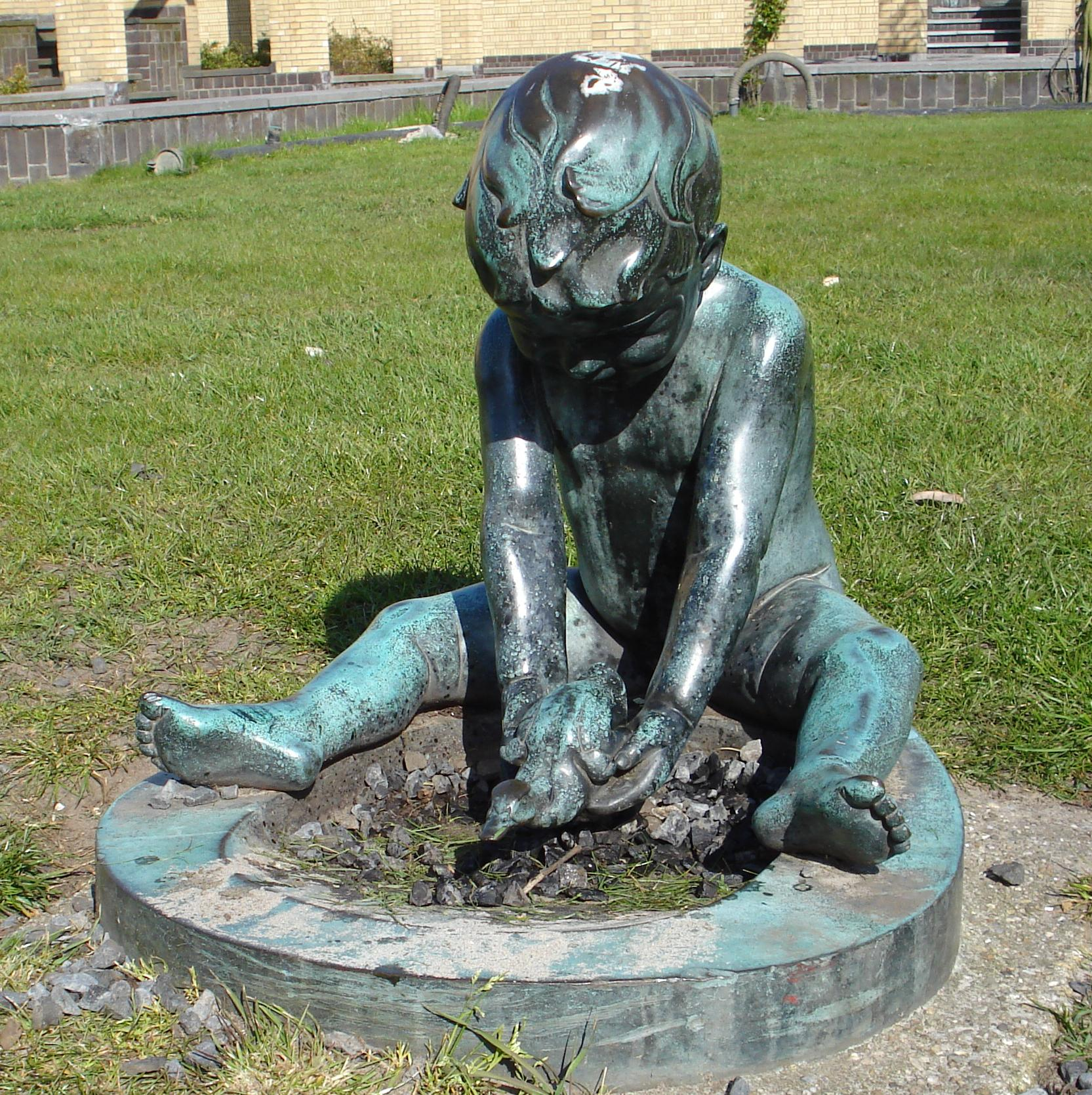
Kind met eend en vogeldrinkbak, Fransje Carbasius
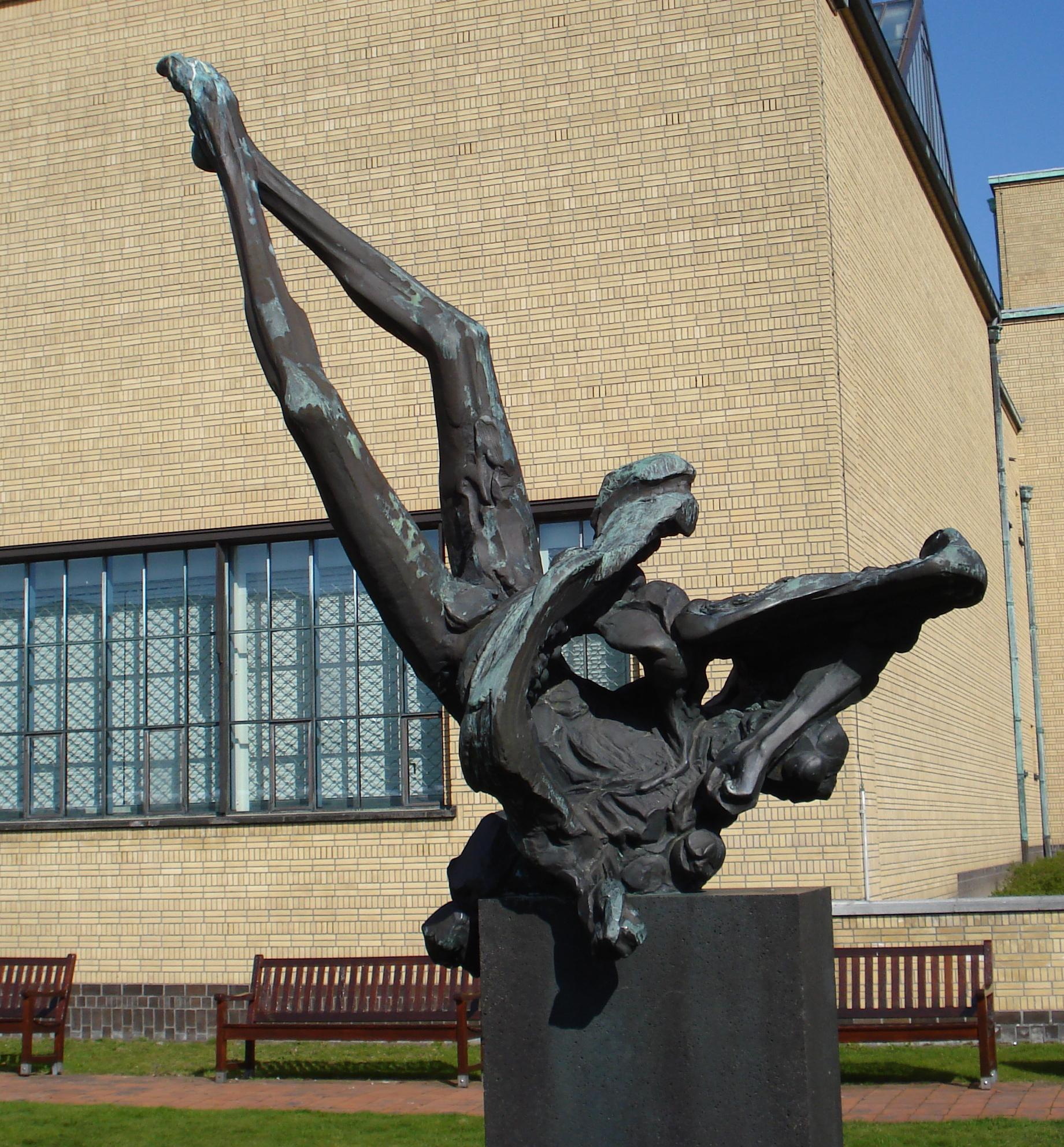
Icarus, Piet Esser
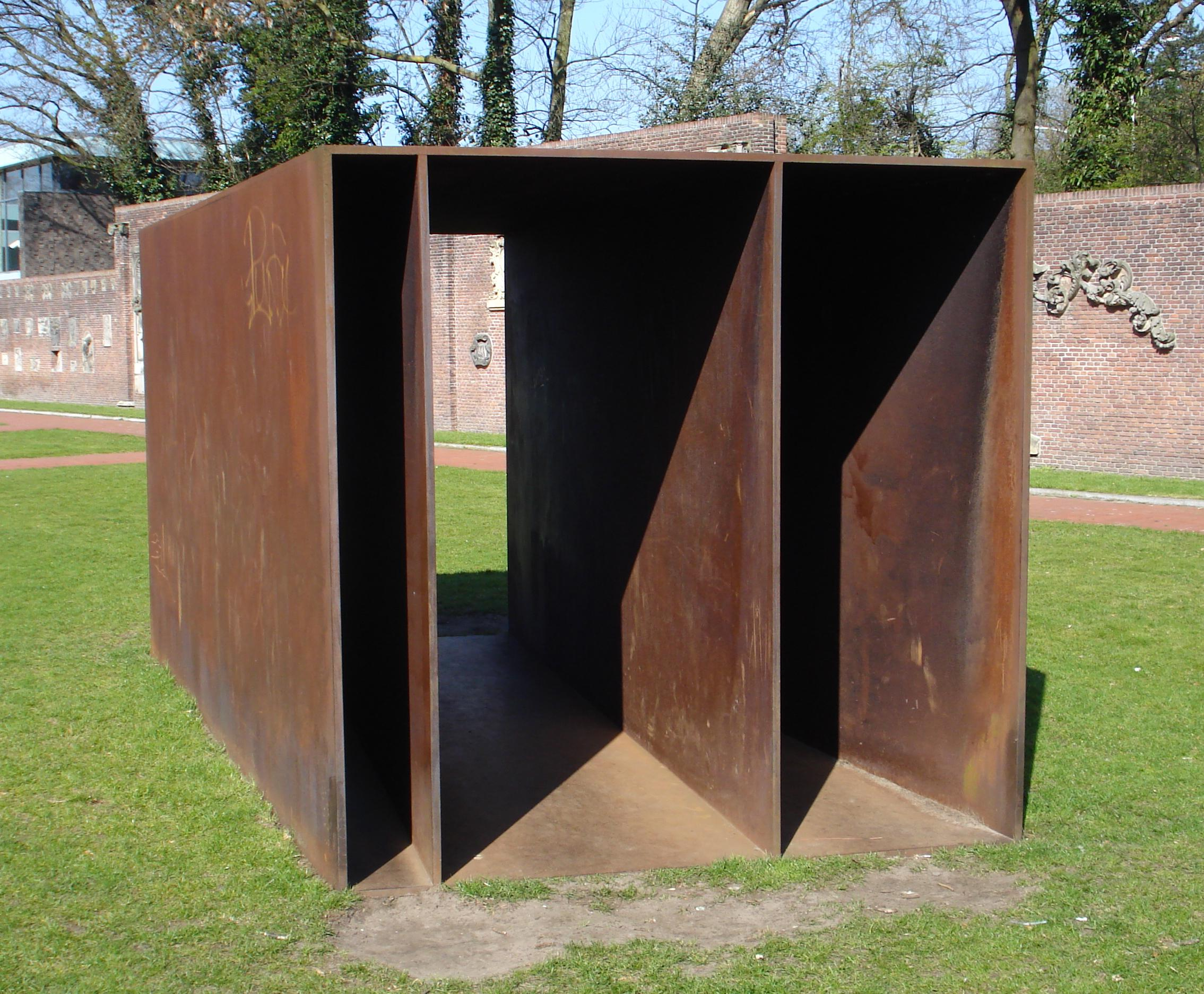
Utan titel, Donald Judd
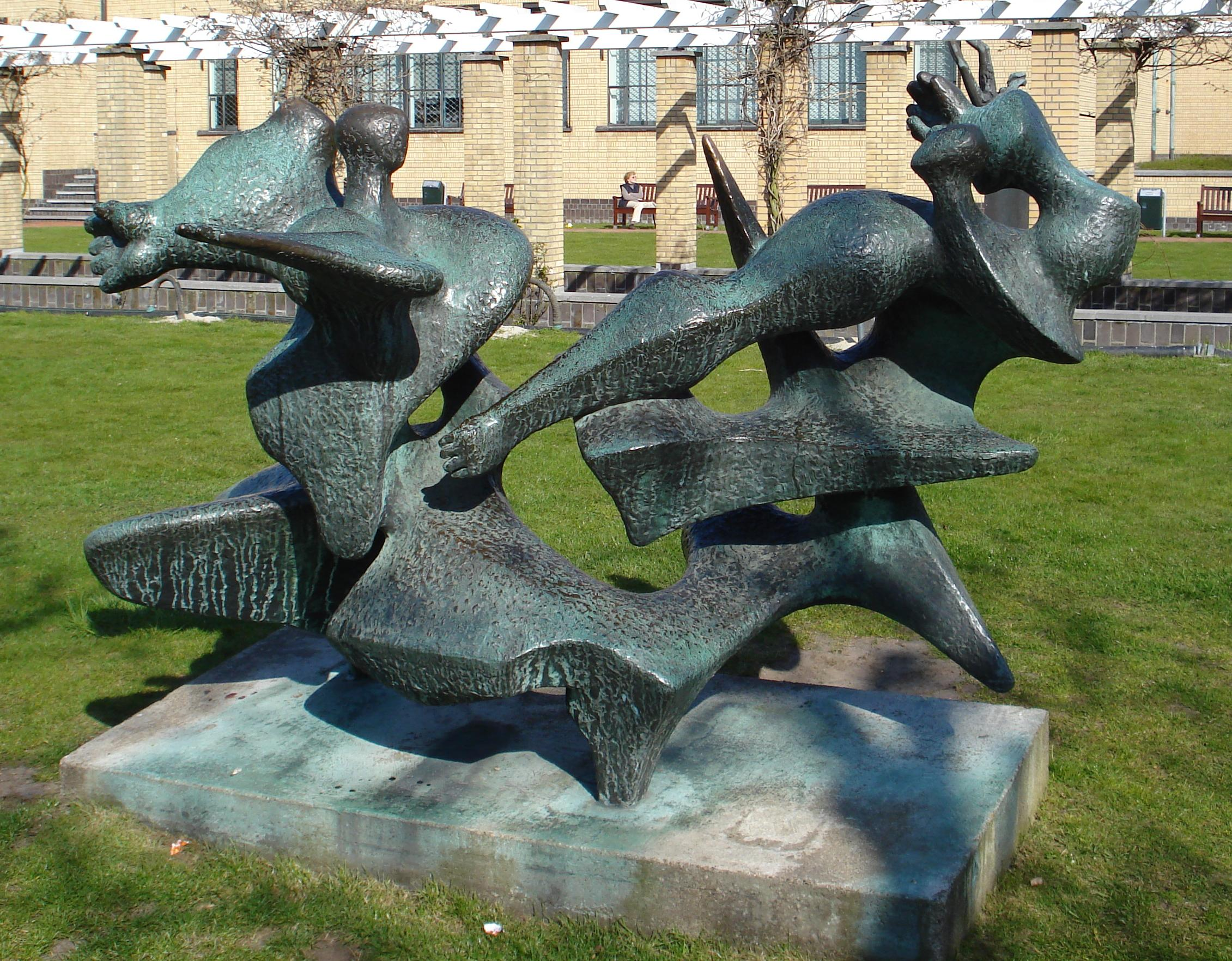
Jacob en de Engel, Carel Kneulman
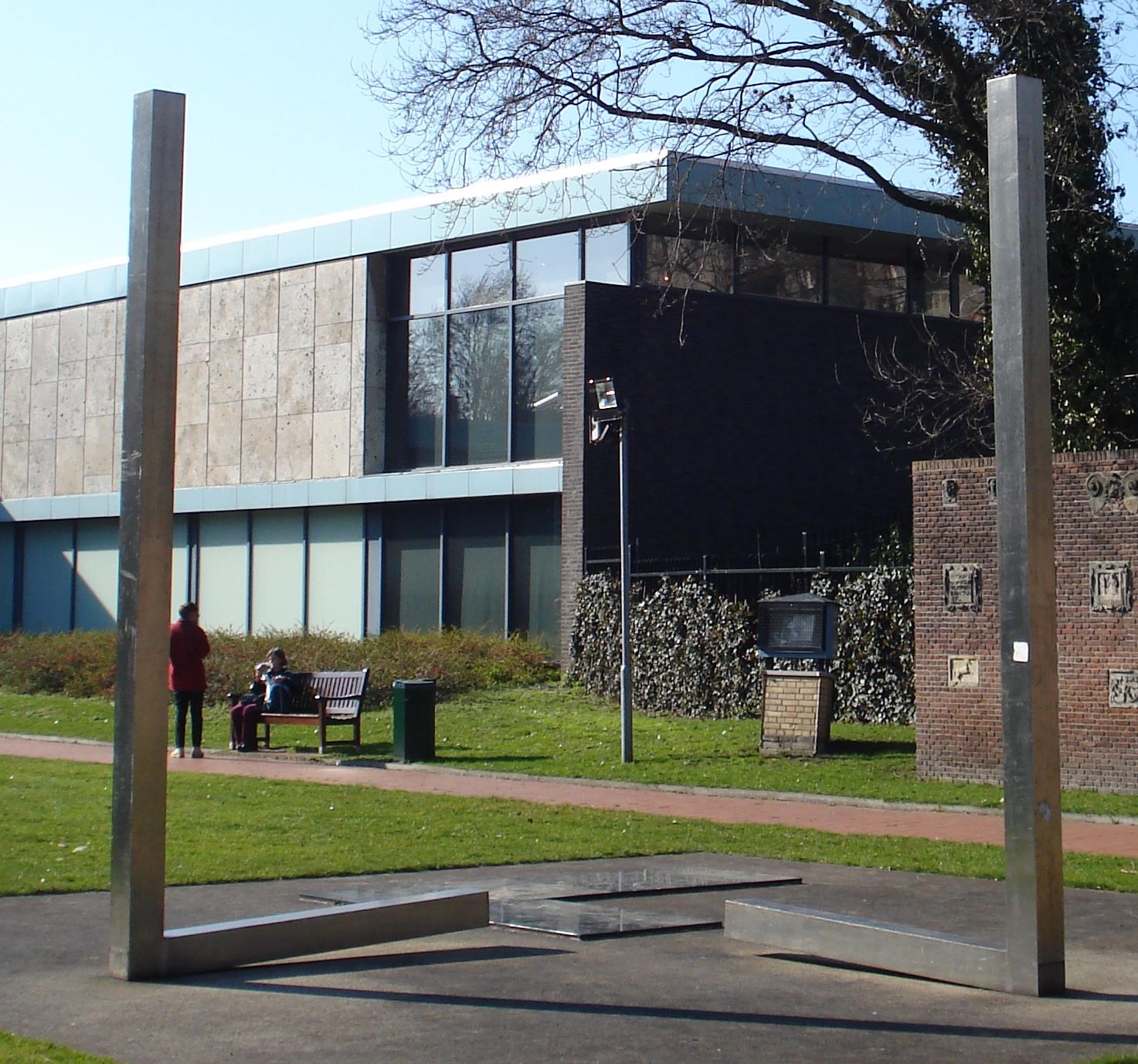
Staand en liggend, Jan Maaskant
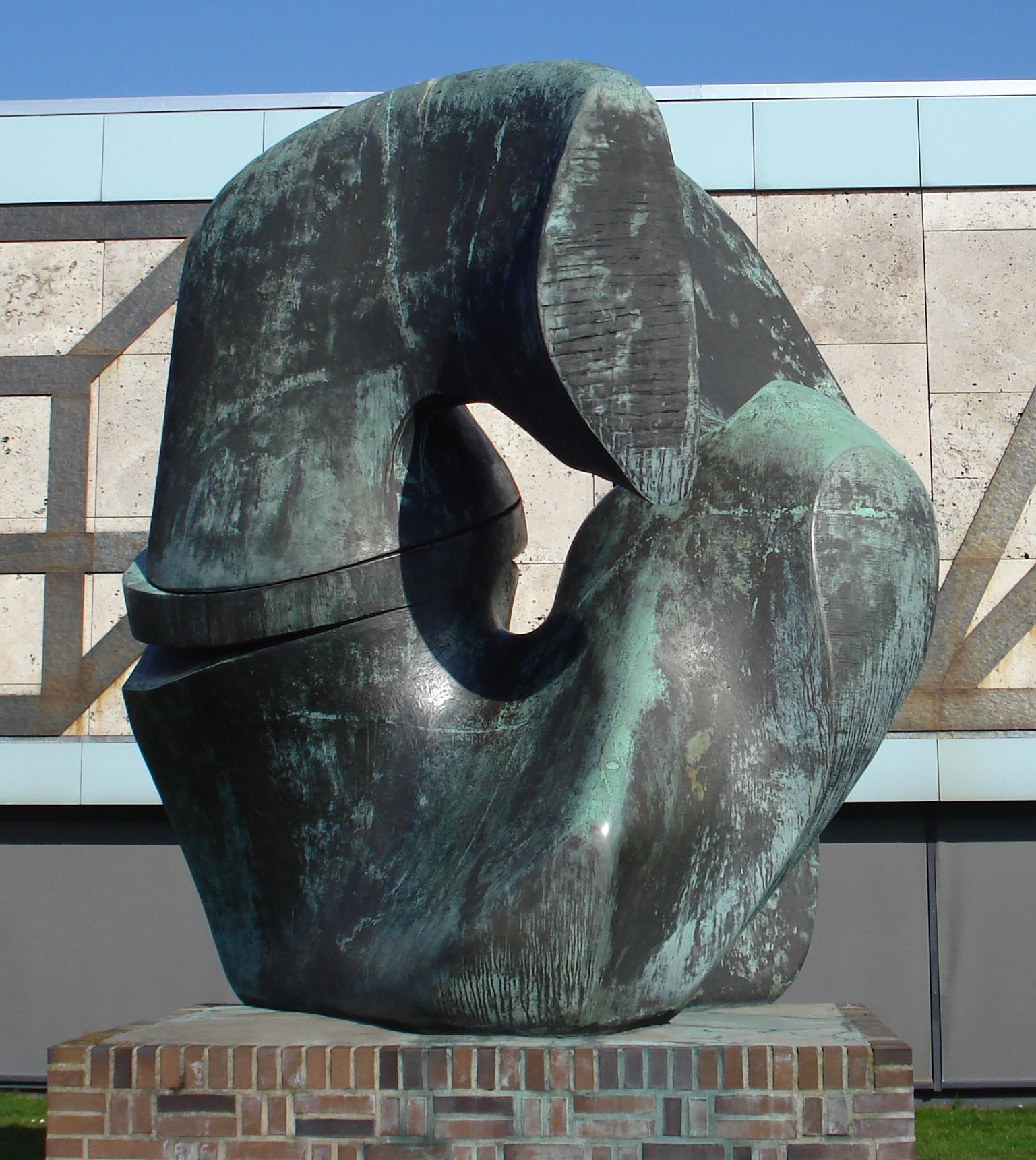
Large Locking Piece, Henry Moore
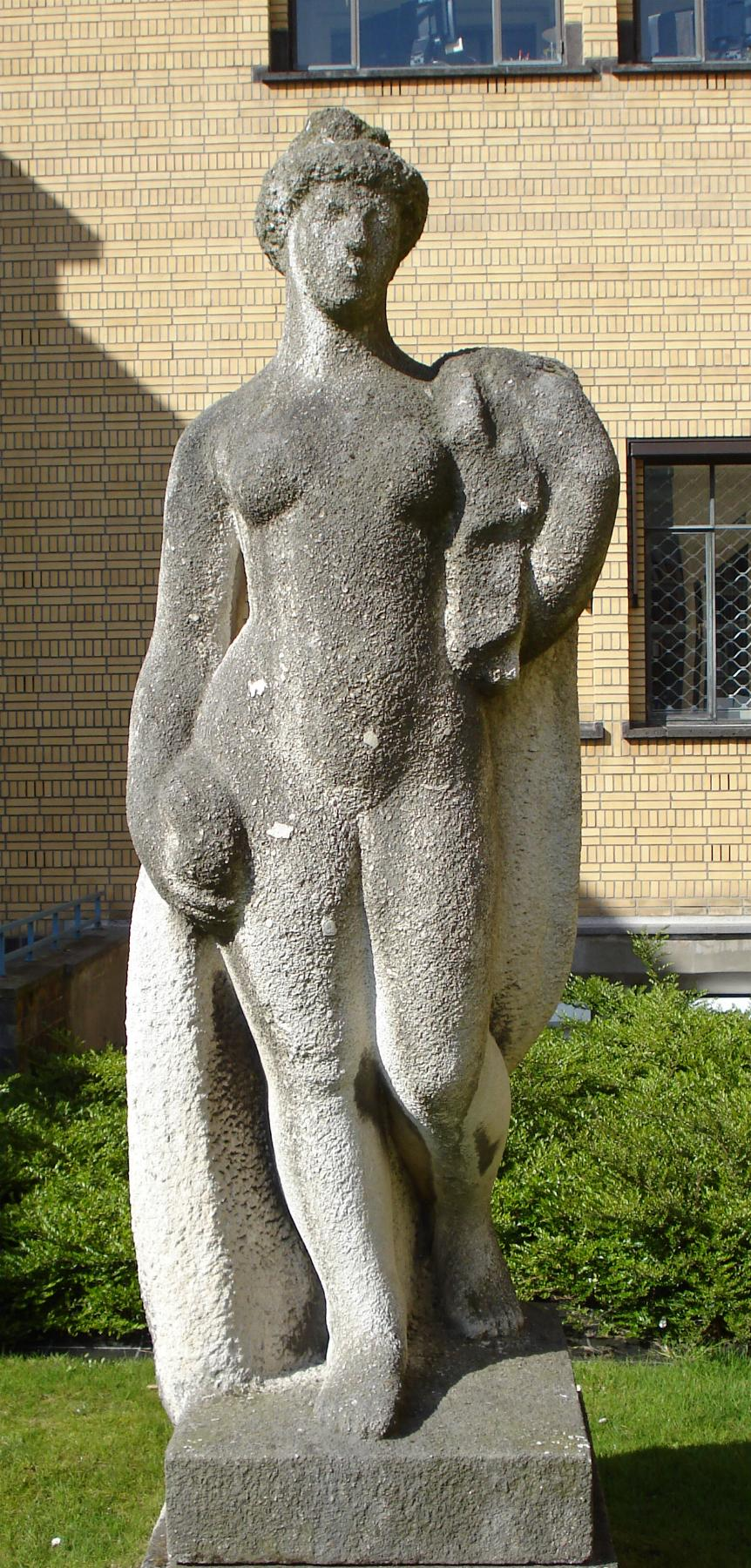
Vrouw, Charlotte van Pallandt
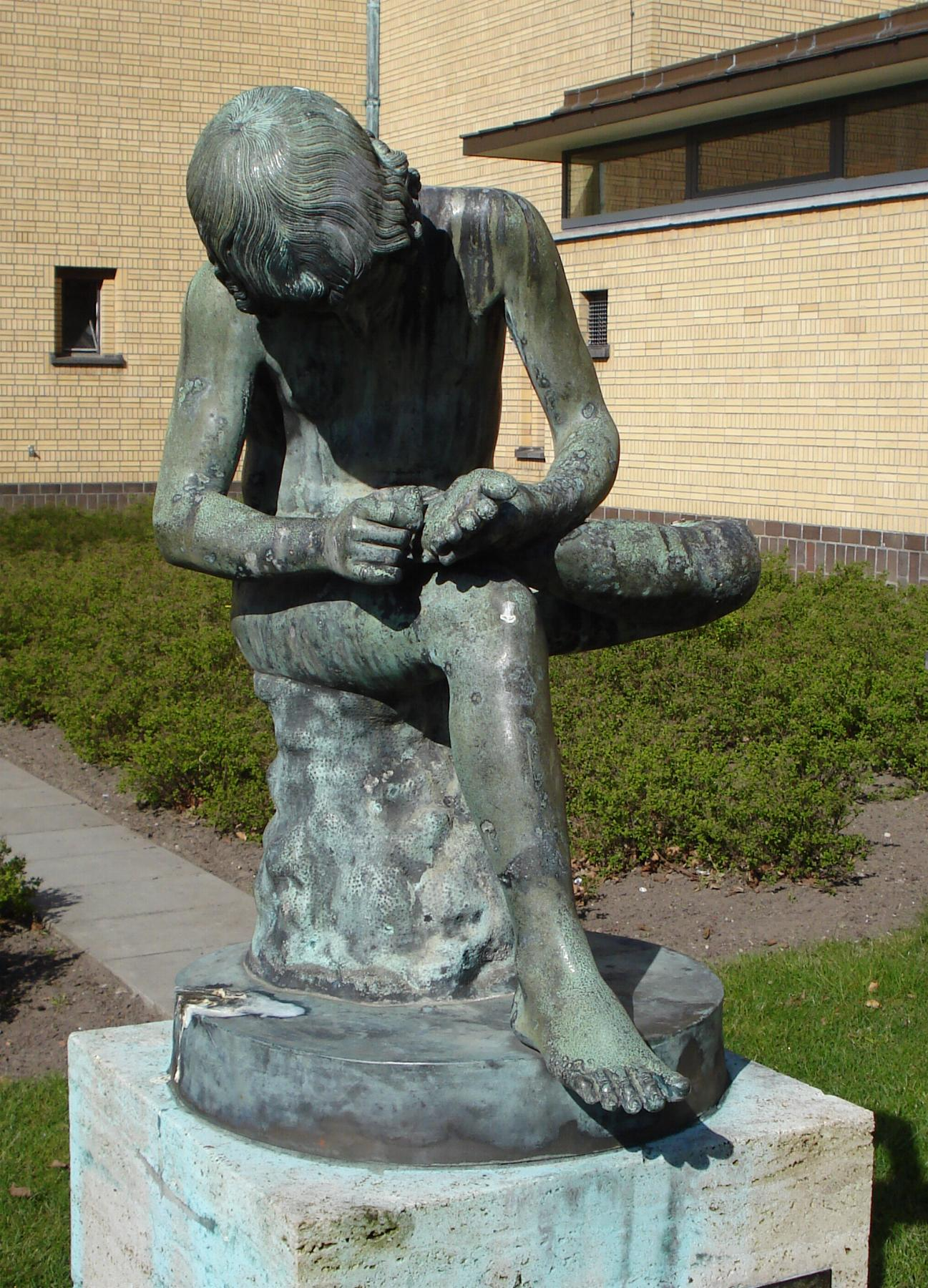
Pojken med törnet, okänd konstnär
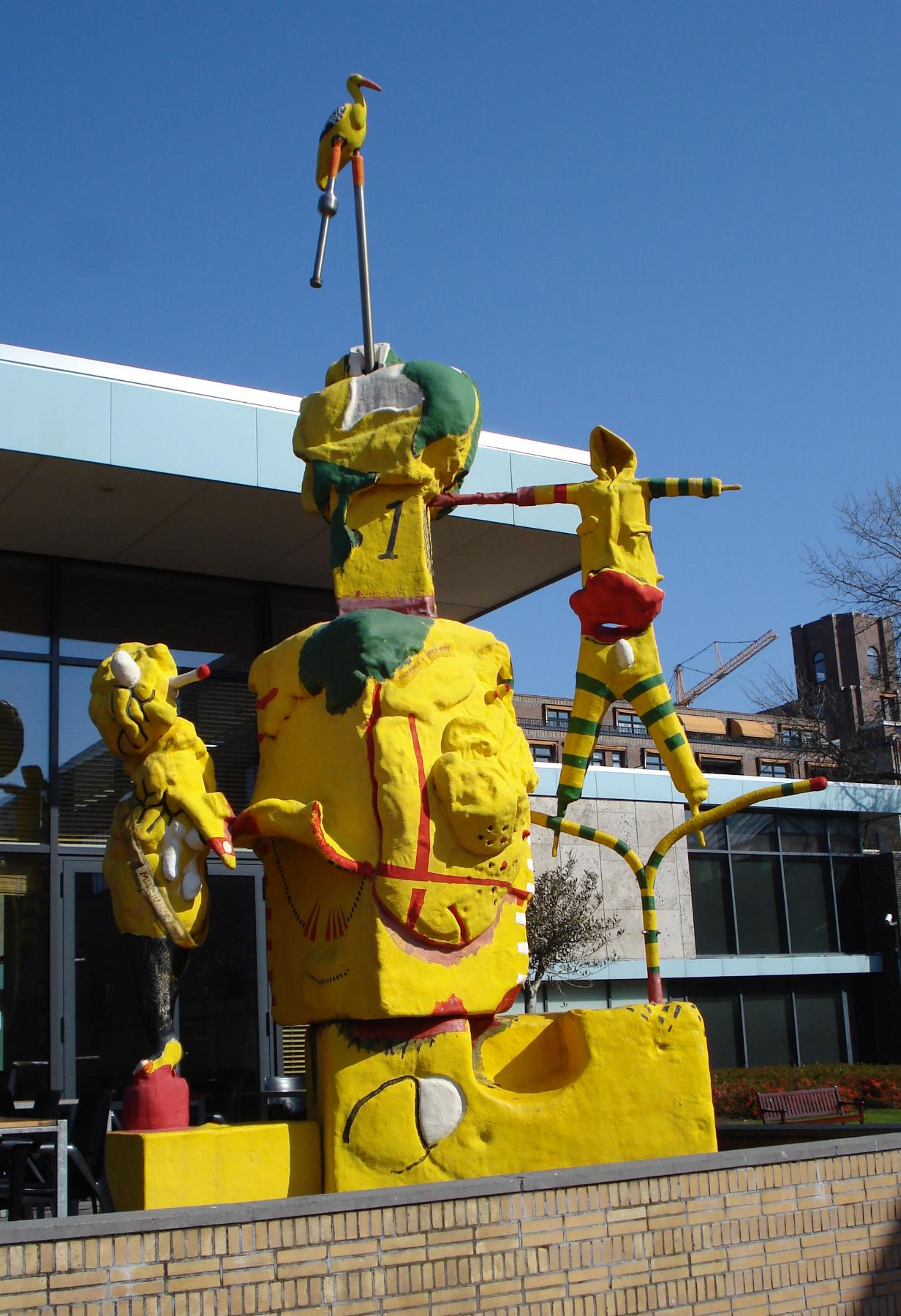
Big Fish Day (avant la lettre), David Bade
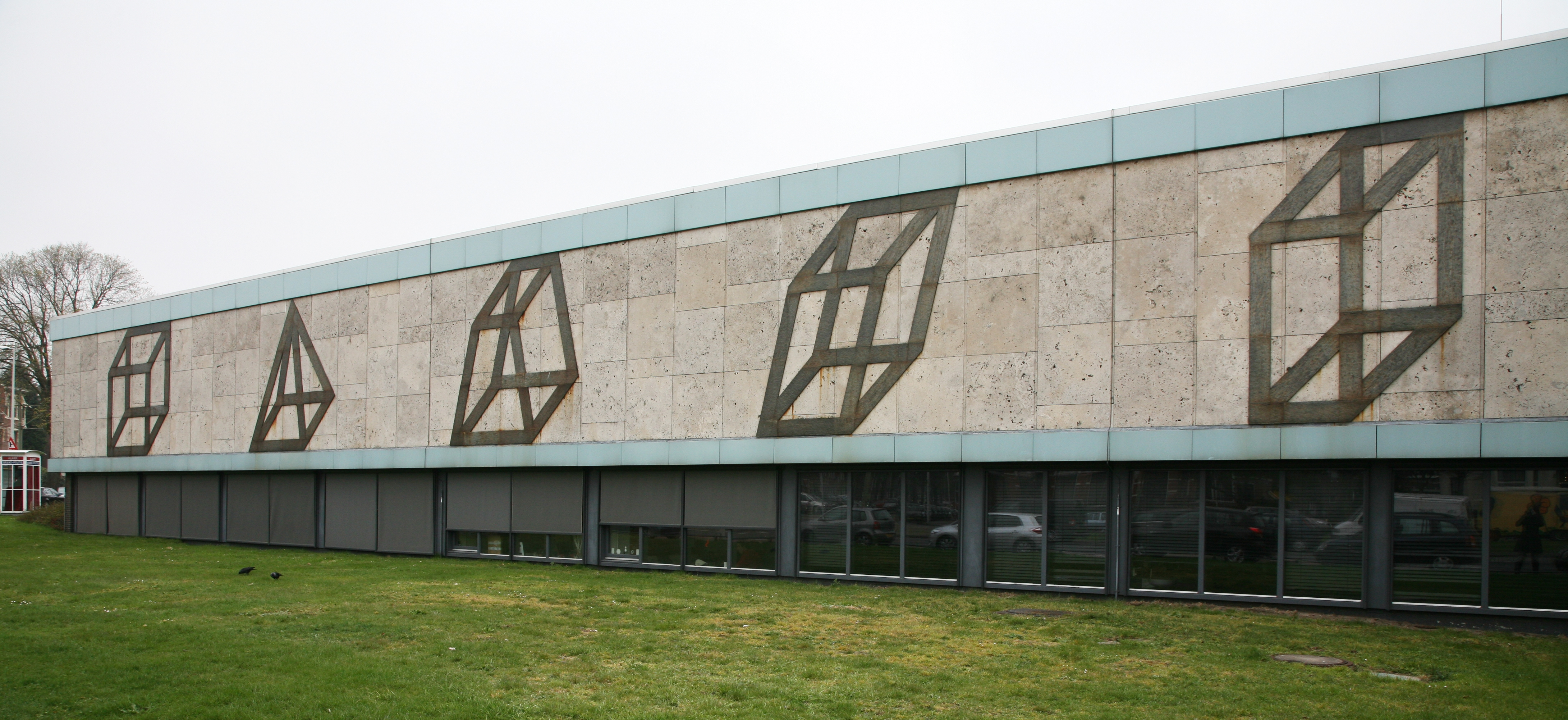
Reliëf met geometrische figuren, Sol LeWitt
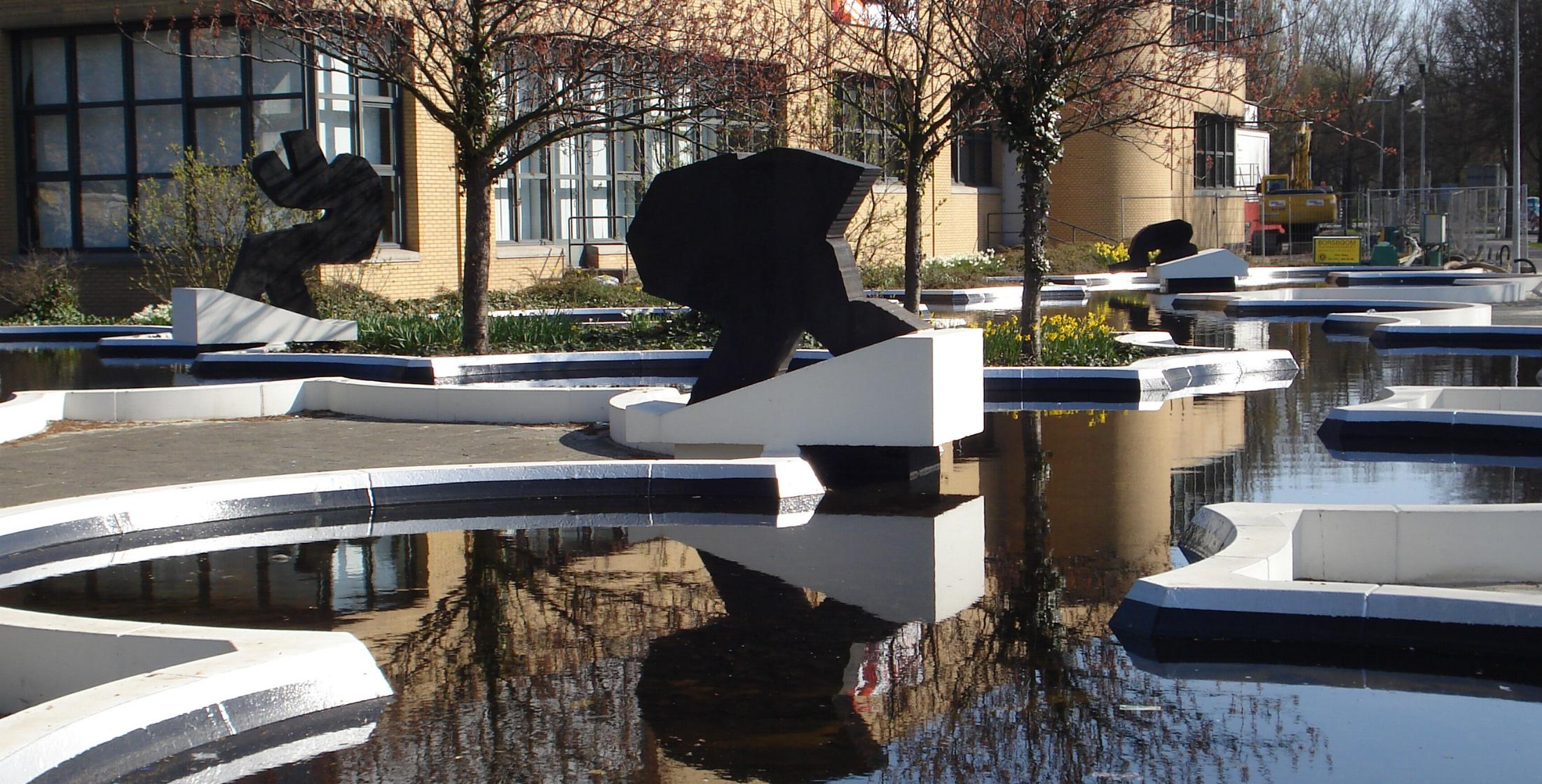
Sex skulpturer, Carel Visser